# Finale Europees kampioenschap voetbal 2012
De finale van het Europees kampioenschap voetbal 2012 werd gespeeld op 1 juli 2012 in het NSK Olimpiejsky in Kiev. Titelverdediger Spanje versloeg Italië met 4-0. Het is de grootste overwinning ooit in een EK-finale. Na afloop werd de aanvallende middenvelder Andrés Iniesta verkozen als man van de wedstrijd. Spanje was het eerste land dat zichzelf opvolgde als Europees kampioen.

## Voorgeschiedenis
Spanje bereikte als eerste de finale. De Zuid-Europeanen wonnen het toernooi al eens in 1964 en 2008. Tegenstander Italië was dan weer de Europees kampioen van 1968.
Op 6 juni 2012 stond Spanje op de eerste en Italië op de twaalfde plaats van de FIFA-wereldranglijst. Spanje stond sinds 2008 vrijwel onafgebroken op de eerste plaats. Italië stond in 2009 op de vierde plaats, maar verdween in de daaropvolgende jaren uit de top 10.
Op 10 juni 2012 troffen beide landen elkaar in de poulefase van het toernooi. Het duel in groep C eindigde in een gelijkspel (1-1) na doelpunten van Cesc Fàbregas en Antonio Di Natale. Spanje werd uiteindelijk groepswinnaar met twee punten voorsprong op Italië.

## Route naar de finale
| Land          | Wed | Win | Gel | Ver | DV | DT | +/− | Pnt |
| ------------- | --- | --- | --- | --- | -- | -- | --- | --- |
| Spanje        | 8   | 8   | 0   | 0   | 26 | 6  | +20 | 24  |
| Tsjechië      | 8   | 4   | 1   | 3   | 12 | 8  | +4  | 13  |
| Schotland     | 8   | 3   | 2   | 3   | 9  | 10 | −1  | 11  |
| Litouwen      | 8   | 1   | 2   | 5   | 4  | 13 | −9  | 5   |
| Liechtenstein | 8   | 1   | 1   | 6   | 3  | 17 | −14 | 4   |

| Land          | Wed | Win | Gel | Ver | DV | DT | +/− | Pnt |
| ------------- | --- | --- | --- | --- | -- | -- | --- | --- |
| Italië        | 10  | 8   | 2   | 0   | 20 | 2  | +18 | 26  |
| Estland       | 10  | 5   | 1   | 4   | 15 | 14 | +1  | 16  |
| Servië        | 10  | 4   | 3   | 3   | 13 | 12 | +1  | 15  |
| Slovenië      | 10  | 4   | 2   | 4   | 11 | 7  | +4  | 14  |
| Noord-Ierland | 10  | 2   | 3   | 5   | 9  | 13 | −4  | 9   |
| Faeröer       | 10  | 1   | 1   | 8   | 6  | 26 | −20 | 4   |

| Land    | Wed | Win | Gel | Ver | DV | DT | +/− | Pnt |
| ------- | --- | --- | --- | --- | -- | -- | --- | --- |
| Spanje  | 3   | 2   | 1   | 0   | 6  | 1  | +5  | 7   |
| Italië  | 3   | 1   | 2   | 0   | 4  | 2  | +2  | 5   |
| Kroatië | 3   | 1   | 1   | 1   | 4  | 3  | +1  | 4   |
| Ierland | 3   | 0   | 0   | 3   | 1  | 9  | −8  | 0   |

| Land    | Wed | Win | Gel | Ver | DV | DT | +/− | Pnt |
| ------- | --- | --- | --- | --- | -- | -- | --- | --- |
| Spanje  | 3   | 2   | 1   | 0   | 6  | 1  | +5  | 7   |
| Italië  | 3   | 1   | 2   | 0   | 4  | 2  | +2  | 5   |
| Kroatië | 3   | 1   | 1   | 1   | 4  | 3  | +1  | 4   |
| Ierland | 3   | 0   | 0   | 3   | 1  | 9  | −8  | 0   |

## Finale

### Wedstrijdbal
In de finale werd de Adidas Tango 12 Finale gebruikt, een zilveren versie van de Adidas Tango 12. De bal werd ontwikkeld door adidas.

### Openingsceremonie
Aan de finale ging een openingsceremonie vooraf. Zo'n 600 vrijwilligers werkten mee aan het evenement. Tijdens de ceremonie trad ook de Duitse popzangeres Oceana op. Zij zong "Endless Summer", de officiële titelsong van het EK 2012.

### Formaties

#### Spanje
De Spaanse bondscoach Vicente del Bosque begon met een 4-3-3-formatie met Cesc Fàbregas als valse negen. Omdat de valse negen een spits is die zich regelmatig naar het middenveld laat uitzakken, kan de formatie ook beschouwd worden als een 4-4-2 of meer specifiek een 4-1-2-1-2. In dat geval zijn de flankaanvallers Andrés Iniesta en David Silva de meest vooruitgeschoven spelers. Het driekoppige middenveld van Spanje bestond uit de controlerende middenvelder Sergio Busquets en de spelverdelers Xavi en Xabi Alonso. In de verdediging vormden Gerard Piqué en Sergio Ramos het centrale duo. Álvaro Arbeloa was de rechtsachter, Jordi Alba de linksachter. Het doel werd verdedigd door aanvoerder Iker Casillas. In de 75e minuut werd Fàbregas vervangen door Fernando Torres, waardoor Spanje overschakelde op een echte 4-3-3 met Torres als diepe spits.
Casillas, Arbeloa, Ramos en Alonso waren op het ogenblik van de finale spelers van Real Madrid. Piqué, Xavi, Fàbregas, Busquets en Iniesta speelden voor FC Barcelona. Valencia-verdediger Alba stond dan weer op het punt om zich aan te sluiten bij de Catalanen. Enkel Silva van Manchester City had geen link met Real Madrid of FC Barcelona.

#### Italië
Cesare Prandelli opteerde voor een 4-1-3-2-formatie, een variant op de klassieke 4-4-2-formatie. In dit spelsysteem was een belangrijke rol weggelegd voor Andrea Pirlo, die als verdedigende middenvelder de spelverdeler van het team was. De rest van het middenveld bestond uit Claudio Marchisio, Daniele De Rossi en Riccardo Montolivo, die centrale middenvelders met een meer aanvallende functie. In de aanval fungeerde Mario Balotelli als diepe spits en Antonio Cassano als schaduwspits. Het centrale duo in de verdediging bestond uit Andrea Barzagli en Leonardo Bonucci. Op de linkerflank koos Prandelli voor Giorgio Chiellini, op de rechterflank voor	Ignazio Abate. Aanvoerder Gianluigi Buffon was de doelman.
Met Buffon, Barzagli, Bonucci, Chiellini, Pirlo en Marchisio stonden er zes spelers van Juventus in de basiself.

### Wedstrijdgegevens
|                                           |                                        |       |        |                                                                                     |
| 1 juli 2012 «onderlinge duels» 21:45 OEZT | Spanje                                 | 4 – 0 | Italië | NSK Olimpiejsky, Kiev Toeschouwers: 63.170 Scheidsrechter: Pedro Proença (Portugal) |
| 1 juli 2012 «onderlinge duels» 21:45 OEZT | Silva 14' Alba 41' Torres 84' Mata 88' |       |        | NSK Olimpiejsky, Kiev Toeschouwers: 63.170 Scheidsrechter: Pedro Proença (Portugal) |

| Spanje | Italië |

| Spanje:            |    |                 |     |
|                    |    |                 |     |
| GK                 | 1  | Iker Casillas   |     |
| RB                 | 17 | Álvaro Arbeloa  |     |
| CB                 | 3  | Gerard Piqué    | 25' |
| CB                 | 15 | Sergio Ramos    |     |
| LB                 | 18 | Jordi Alba      |     |
| DM                 | 16 | Sergio Busquets |     |
| CM                 | 8  | Xavi Hernández  |     |
| CM                 | 14 | Xabi Alonso     |     |
| RW                 | 21 | David Silva     | 59' |
| CF                 | 10 | Cesc Fàbregas   | 75' |
| LW                 | 6  | Andrés Iniesta  | 87' |
| Wisselspelers:     |    |                 |     |
| FW                 | 7  | Pedro           | 59' |
| FW                 | 9  | Fernando Torres | 75' |
| MF                 | 13 | Juan Mata       | 87' |
| Coach:             |    |                 |     |
| Vicente del Bosque |    |                 |     |

| Italië:          |    |                     |     |
|                  |    |                     |     |
| GK               | 1  | Gianluigi Buffon    |     |
| RB               | 7  | Ignazio Abate       |     |
| CB               | 15 | Andrea Barzagli     | 45' |
| CB               | 19 | Leonardo Bonucci    |     |
| LB               | 3  | Giorgio Chiellini   | 21' |
| DM               | 21 | Andrea Pirlo        |     |
| CM               | 8  | Claudio Marchisio   |     |
| CM               | 16 | Daniele De Rossi    |     |
| CM               | 18 | Riccardo Montolivo  | 57' |
| CF               | 10 | Antonio Cassano     | 46' |
| CF               | 9  | Mario Balotelli     |     |
| Wisselspelers:   |    |                     |     |
| DF               | 6  | Federico Balzaretti | 21' |
| FW               | 11 | Antonio Di Natale   | 46' |
| MF               | 5  | Thiago Motta        | 57' |
| Coach:           |    |                     |     |
| Cesare Prandelli |    |                     |     |

Man van de wedstrijd:

 Andrés Iniesta

Scheidsrechter:

 Pedro Proença

Assistenten:

 Bertino Miranda

 Ricardo Santos

 Duarte Gomes 

 Jorge Sousa

Vierde man:

 Cüneyt Çakır

## Statistieken
|                    | Spanje | Italië |
| ------------------ | ------ | ------ |
| Doelpunten         | 4      | 0      |
| Gele kaarten       | 1      | 1      |
| Rode kaarten       | 0      | 0      |
| Wissels            | 3      | 3      |
| Schoten op doel    | 8      | 5      |
| Schoten naast doel | 0      | 0      |
| Overtredingen      | 17     | 10     |
| Hoekschoppen       | 3      | 3      |
| Buitenspel         | 3      | 3      |
| Vrije trappen      | 13     | 20     |
| Balbezit (%)       | 52     | 48     |

| Groepswedstrijden | | | |
| Groep A | Groep B | Groep C                                                                                               | Groep D |
| Polen - Griekenland Rusland - Tsjechië Griekenland - Tsjechië Polen - Rusland Tsjechië - Polen Griekenland - Rusland | Nederland - Denemarken Duitsland - Portugal Denemarken - Portugal Nederland - Duitsland Portugal - Nederland Denemarken - Duitsland | Spanje - Italië Ierland - Kroatië Italië - Kroatië Spanje - Ierland Kroatië - Spanje Italië - Ierland | Frankrijk - Engeland Oekraïne - Zweden Oekraïne - Frankrijk Zweden - Engeland Engeland - Oekraïne Zweden - Frankrijk |
| Kwartfinales | | | |
| Tsjechië - Portugal                                                                                                  | Duitsland - Griekenland | Spanje - Frankrijk                                                                                    | Engeland - Italië |
| Halve finales | | | |
| ‎Portugal - Spanje | ‎Portugal - Spanje | Duitsland - Italië                                                                                    | Duitsland - Italië                                                                                                   |
| Finale | | | |
| Spanje - Italië | | | |

RFEF · A-internationals · Selecties · Bondscoaches · Spaans vrouwenelftal · Olympisch elftal · Spanje U21 · Spanje U20 · Spanje U19 · Spanje U18 · Spanje U17 · Spanje U16 · Vrouwen U17
1920 – 1929 ·
1930 – 1939 ·
1940 – 1949 ·
1950 – 1959 ·
1960 – 1969 ·
1970 – 1979 ·
1980 – 1989 ·
1990 – 1999 ·
2000 – 2009 ·
2010 – 2019 ·
2020 − 2029
EK's: 1964 · 
1980 · 
1984 · 
1988 · 
1996 · 
2000 · 
2004 · 
2008 · 
2012 · 
2016 · 
2020 · 
2024
WK's: 1934 · 
1950 · 
1962 · 
1966 · 
1978 · 
1982 · 
1986 · 
1990 · 
1994 · 
1998 · 
2002 · 
2006 · 
2010 · 
2014 · 
2018 · 
2022
OS: 1920 ·
1924 · 
1928 · 
1968 · 
1976 · 
1980 · 
1992 · 
1996 · 
2000 · 
2012 ·
2020
1920 · 
1921 · 
1922 · 
1923 · 
1924 · 
1925 · 
1926 · 
1927 · 
1928 · 
1929 · 
1930 · 
1931 · 
1932 · 
1933 · 
1934 · 
1935 · 
1936 · 
1937 · 1939 · 1940 · 
1941 · 
1942 · 
1943 · 1944 · 
1945 · 
1946 · 
1947 · 
1948 · 
1949 · 
1950 · 
1952 · 
1952 · 
1953 · 
1954 · 
1955 · 
1956 · 
1957 · 
1958 · 
1959 · 
1960 · 
1961 · 
1962 · 
1963 · 
1964 · 
1965 · 
1966 · 
1967 · 
1968 · 
1969 · 
1970 · 
1971 · 
1972 · 
1973 · 
1974 · 
1975 · 
1976 · 
1977 · 
1978 · 
1979 · 
1980 · 
1981 · 
1982 · 
1983 · 
1984 · 
1985 · 
1986 · 
1987 · 
1988 · 
1989 · 
1990 · 
1991 · 
1992 · 
1993 · 
1994 · 
1995 · 
1996 · 
1997 · 
1998 · 
1999 · 
2000 · 
2001 · 
2002 · 
2003 · 
2004 · 
2005 · 
2006 · 
2007 · 
2008 · 
2009 · 
2010 · 
2011 · 
2012 · 
2013 ·
2014 ·
2015 ·
2016 ·
2017 ·
2018 ·
2019 ·
2020 ·
2021 ·
2022
Albanië ·
Algerije ·
Andorra ·
Argentinië ·
Armenië ·
Australië ·
Azerbeidzjan ·
België ·
Bolivia ·
Bosnië en Herzegovina ·
Brazilië ·
Bulgarije ·
Canada ·
Chili ·
China ·
Colombia ·
Costa Rica ·
Cyprus ·
DDR ·
Denemarken ·
Duitsland ·
Ecuador ·
Egypte ·
El Salvador ·
Engeland ·
Estland ·
Equatoriaal-Guinea · 
Faeröer ·
Finland ·
Frankrijk ·
GOS ·
Georgië ·
Griekenland ·
Haïti ·
Honduras ·
Hongarije ·
Ierland ·
IJsland ·
Irak ·
Iran ·
Israël ·
Italië ·
Ivoorkust ·
Japan ·
Joegoslavië ·
Jordanië ·
Kosovo ·
Kroatië ·
Letland ·
Liechtenstein ·
Litouwen ·
Luxemburg ·
Malta ·
Marokko ·
Mexico ·
Nederland ·
Nieuw-Zeeland ·
Nigeria ·
Noord-Ierland ·
Noord-Macedonië ·
Noorwegen ·
Oekraïne ·
Oostenrijk ·
Panama ·
Paraguay ·
Peru ·
Polen ·
Portugal ·
Puerto Rico ·
Roemenië ·
Rusland ·
San Marino ·
Saoedi-Arabië ·
Schotland ·
Servië ·
Servië en Montenegro ·
Slovenië ·
Slowakije ·
Sovjet-Unie ·
Tahiti ·
Tsjechië ·
Tsjecho-Slowakije ·
Tunesië ·
Turkije ·
Uruguay ·
Venezuela ·
Verenigde Staten ·
Wales ·
Wit-Rusland ·
Zuid-Afrika ·
Zuid-Korea ·
Zweden ·
Zwitserland
Australië (2014) ·
Brazilië (2013) ·
Chili (2010) ·
Chili (2014) ·
Costa Rica (2022) ·
Duitsland (2008) ·
Duitsland (2022) ·
Engeland (1982) ·
Engeland (2024) ·
Frankrijk (1984) ·
Frankrijk (2006) ·
Frankrijk (2012) ·
Frankrijk (2021) ·
Griekenland (2008) ·
Honduras (2010) ·
Ierland (2012) ·
Iran (2018) ·
Italië (2008) ·
Italië (2012, 1) ·
Italië (2012, 2) ·
Italië (2016) ·
Italië (2021) ·
Japan (2022) ·
Kroatië (2012) ·
Kroatië (2021) ·
Marokko (2018) ·
Marokko (2022) ·
Nederland (2010) ·
Nederland (2014) ·
Oekraïne (2006) ·
Paraguay (2002) ·
Polen (2021) ·
Portugal (2012) ·
Portugal (2018) ·
Rusland (2008, 1) ·
Rusland (2008, 2) ·
Rusland (2018) ·
Saoedi-Arabië (2006) ·
Slovenië (2002) ·
Slowakije (2021) ·
Sovjet-Unie (1964) ·
Tsjechië (2016) ·
Tunesië (2006) ·
Turkije (2016) ·
West-Duitsland (1982) ·
Zuid-Afrika (2002) ·
Zweden (2008) ·
Zweden (2021) ·
Zwitserland (2010) ·
Zwitserland (2021)
FIGC · A-internationals · Selecties · Bondscoaches · Italiaans vrouwenelftal · Olympisch elftal · Italië U21 · Italië U20 · Italië U19 · Italië U18 · Italië U17 · Italië U16 · Vrouwen U17
1910 – 1919 ·
1920 – 1929 ·
1930 – 1939 ·
1940 – 1949 ·
1950 – 1959 ·
1960 – 1969 ·
1970 – 1979 ·
1980 – 1989 ·
1990 – 1999 ·
2000 – 2009 ·
2010 – 2019 ·
2020 − 2029
EK's: 1968 · 
1980 · 
1988 · 
1996 · 
2000 · 
2004 · 
2008 · 
2012 · 
2016 ·
2020 ·
2024
WK's: 1934 · 
1938 · 
1950 · 
1954 · 
1962 · 
1966 · 
1970 · 
1974 · 
1978 · 
1982 · 
1986 · 
1990 · 
1994 · 
1998 · 
2002 · 
2006 · 
2010 · 
2014
OS: 1912 · 
1920 · 
1924 · 
1928 · 
1936 · 
1948 · 
1952 · 
1960 · 
1984 · 
1988 · 
1992 · 
1996 · 
2000 · 
2004 · 
2008
1911 · 
1912 · 
1913 · 
1914 · 
1915 · 
1916 · 1917 · 1918 · 1919 · 
1920 · 
1921 · 
1922 · 
1923 · 
1924 · 
1925 · 
1926 · 
1927 · 
1928 · 
1929 · 
1930 · 
1931 · 
1932 · 
1933 · 
1934 · 
1935 · 
1936 · 
1937 · 
1938 · 
1939 · 
1940 · 
1941 · 
1942 · 
1943 · 1944 · 
1945 · 
1946 · 
1947 · 
1948 · 
1949 · 
1950 · 
1952 · 
1952 · 
1953 · 
1954 · 
1955 · 
1956 · 
1957 · 
1958 · 
1959 · 
1960 · 
1961 · 
1962 · 
1963 · 
1964 · 
1965 · 
1966 · 
1967 · 
1968 · 
1969 · 
1970 · 
1971 · 
1972 · 
1973 · 
1974 · 
1975 · 
1976 · 
1977 · 
1978 · 
1979 · 
1980 · 
1981 · 
1982 · 
1983 · 
1984 · 
1985 · 
1986 · 
1987 · 
1988 · 
1989 · 
1990 ·
1991 · 
1992 · 
1993 · 
1994 · 
1995 · 
1996 · 
1997 · 
1998 · 
1999 · 
2000 · 
2001 · 
2002 · 
2003 · 
2004 · 
2005 · 
2006 · 
2007 · 
2008 · 
2009 · 
2010 · 
2011 · 
2012 · 
2013 · 
2014 · 
2015 · 
2016 · 
2017 ·
2018 ·
2019 ·
2020 ·
2021 ·
2022 ·
2023 ·
2024
Albanië ·
Algerije ·
Argentinië ·
Armenië ·
Australië ·
Azerbeidzjan ·
België ·
Bosnië en Herzegovina ·
Brazilië ·
Bulgarije ·
Canada ·
Chili ·
China ·
Costa Rica ·
Cyprus ·
DDR ·
Denemarken ·
Duitsland ·
Ecuador ·
Egypte ·
Engeland ·
Estland ·
Faeröer ·
Finland ·
Frankrijk ·
Georgië ·
Ghana ·
Griekenland ·
Haïti ·
Hongarije ·
Ierland ·
IJsland ·
Israël ·
Ivoorkust ·
Japan ·
Joegoslavië ·
Kameroen ·
Kroatië ·
Liechtenstein · 
Litouwen ·
Luxemburg ·
Malta ·
Marokko ·
Mexico ·
Moldavië ·
Montenegro ·
Nederland ·
Nieuw-Zeeland ·
Nigeria ·
Noord-Ierland ·
Noord-Korea ·
Noord-Macedonië ·
Noorwegen ·
Oekraïne ·
Oostenrijk ·
Paraguay ·
Peru ·
Polen ·
Portugal ·
Roemenië ·
Rusland ·
San Marino ·
Saoedi-Arabië ·
Schotland ·
Servië ·
Servië en Montenegro ·
Slovenië ·
Slowakije ·
Sovjet-Unie ·
Spanje ·
Tsjechië ·
Tsjecho-Slowakije ·
Tunesië ·
Turkije ·
Uruguay ·
Venezuela ·
Verenigde Staten ·
Wales ·
Wit-Rusland ·
Zuid-Afrika ·
Zuid-Korea ·
Zweden ·
Zwitserland
Argentinië (1982) · 
Australië (2006) · 
België (2016) · 
België (2021) · 
Brazilië (1970) · 
Brazilië (1982) · 
Brazilië (1994) · 
Costa Rica (2014) · 
Duitsland (2006) · 
Duitsland (2012) · 
Engeland (2012) ·
Engeland (2014) ·
Engeland (2021) ·
Frankrijk (2000) · 
Frankrijk (2006) · 
Frankrijk (2008) · 
Ghana (2006) · 
Hongarije (1938) · 
Ierland (2012) · 
Joegoslavië (1968) · 
Kameroen (1982) · 
Kroatië (2012) · 
Nederland (2008) · 
Nieuw-Zeeland (2010) · 
Oekraïne (2006) · 
Oostenrijk (2021) · 
Paraguay (2010) · 
Peru (1982) · 
Polen (1982, 1) · 
Polen (1982, 2) · 
Roemenië (2008) · 
Spanje (2008) ·
Spanje (2012, 1) ·
Spanje (2012, 2) ·
Spanje (2016) ·
Spanje (2021) ·
Tsjechië (2006) · 
Turkije (2021) · 
Uruguay (2014) · 
Verenigde Staten (2006) · 
Wales (2021) · 
West-Duitsland (1982) · 
Zweden (2016) · 
Zwitserland (2021)